# Epsilon Geminorum
Pour les articles homonymes, voir Epsilon (homonymie).
Désignations
Epsilon Geminorum (ε Gem / ε Geminorum) est une étoile supergéante de troisième magnitude de la constellation des Gémeaux. Elle porte également le nom de Mebsuta. L'étoile est située dans la jambe droite tendue du jumeau Castor. D'après la mesure de sa parallaxe annuelle par le satellite Hipparcos, elle est située à environ 840 années-lumière de la Terre. Elle s'éloigne du Système solaire à une vitesse radiale de +8 km/s.

## Propriétés
Epsilon Geminorum est une supergéante jaune de type spectral G8Ib, avec un diamètre valant approximativement 150 fois celui du Soleil[réf. souhaitée]. C'est une variable irrégulière à longue période de type Lc, dont la magnitude apparente varie entre 2,97 et 3,05 sans période définissable.
Comme Epsilon Geminorum est proche de l'écliptique, elle peut être occultée par la Lune et, rarement, par une planète. La dernière occultation par une planète a eu lieu le 8 avril 1976 par Mars et la précédente, le 10 juin 1940 par Mercure.

## Nomenclature
Mebsuta est le nom propre de l'étoile approuvé par l'Union astronomique internationale (UAI). Ce nom a été affecté de façon arbitraire à l'étoile par Giuseppe Piazzi (1814), à partir du nom arabe الذراع المبسوطة al-Ḏirāᶜ al-mabsūṭa, « la Patte déployée », dont le second terme est transcrit Mebsûta Thomas Hyde (1665) dans sa traduction du سلطانی Zīğ-i Sulṭānī ou « Tables sultaniennes » d’Uluġ Bēg (1437). Ce nom se réfère à la figure du « Superlion » qui peut être extrapolé à partir des noms d'étoiles figurant dans le calendrier traditionnel des Manāzil al-qamar ou « stations lunaires », un Lion immense dont la patte déployée (en arabe mabsūṭa) est située pour les uns sur l’espace de Procyon, pour les autres sur celui de la Tête des Gémeaux, et les Crins de la queue dans la constellation de la Vierge.